# Melville R. Bissell
Melville R. Bissell (ur. 25 września 1843 w Hartwick, zm. 15 marca 1889 w Grand Rapids) – amerykański wynalazca, twórca nowego modelu mechanicznego odkurzacza.

## Życiorys
Melville R. Bissell urodził się 25 września 1843 roku w Hartwick, a dorastał w Berlin w stanie Wisconsin. W młodości pracował z ojcem w Kalamazoo, gdzie prowadzili sklep warzywny. W następnych latach Bissell otworzył sklep z zastawą w Grand Rapids, a w czasie kryzysu z 1873 roku dorobił się w przemyśle i handlu nieruchomościami.
Kolejnym etapem w jego karierze była sprzedaż mechanicznych odkurzaczy do dywanów. Wkrótce potem, w 1876 roku, opatentował urządzenie z centralną szczotką, którego użyteczność zwiększały dodatkowo gumowe wykończenia182,346 (patent nr 182.346). W 1884 roku jego fabrykę strawił pożar, ale nie przeszkodziło to Bissellowi w rozwoju przedsiębiorstwa i powiększaniu sprzedaży. Marka Bissell jest wciąż obecna na rynku.
Bissell zmarł w 15 marca 1889 roku w Grand Rapids, a jego żona Anna zastąpiła go na stanowisku prezesa firmy i kierowała nią do śmierci w 1934 roku. Była pierwszą kobietą na stanowisku prezesa korporacji.
Był synem Alpheusa (1801−1897) i Lydii Ann (1803−1893). Z małżeństwa z Anną (1846−1934) miał dwoje dzieci: Annę (1868−1958) i Melville’a (1882−1972).